# Луис Сепулведа
Луис Сепулведа (на испански: Luis Sepúlveda) е чилийски писател, режисьор, журналист и политически деец.

## Биография
Роден е в град Овале, Чили на 4 октомври 1949 г. Баща му е член на Комунистическата партия, собственик на ресторант, а майка му е индианка, медицинска сестра.
Израства в столицата, където завършва средно образование и прописва, окуражаван от учителя му по история. Член е на Комунистическата младеж на Чили от 15-годишен. Учи театрална режисура в Националния университет, активист е в студентското движение.
През 1969 г. получава стипендия за 5 години, за да продължи театралното си обучение в Московския университет, но след 5 месеца я спират поради „лошо поведение“ (сприятелява се с дисиденти).
Връща се в Чили. Член е на Армията за национално освобождение (на Социалистическата партия).
Работи в администрацията на тогавашния премиер Салвадор Алиенде (лидер на Социалистическата партия) в отдела по култура, където отговаря за издаването на евтина поредица с класическа литература за широката аудитория. Действа и като посредник между правителството и чилийски компании.
След преврата в Чили от 1973 г., чрез който на власт идва ген. Аугусто Пиночет (начело на военната хунта, управлявала до 1990 г.), е задържан за 2,5 години, като е подлаган на мъчения. Освободен е условно благодарение на германския филиал на „Амнести интернешънъл“ (международна неправителствена организация за защита на човешките права със седалище в Лондон, Великобритания) и остава под домашен арест.
Успява да избяга и почти за година е в неизвестност. С помощта на негов приятел, ръководил „Алианс Франсез“ (организация за разпространение на френския език и култура извън Франция) във Валпараисо, създава театрална трупа, която става първата проява на съпротива в културата. След година е арестуван повторно и получава доживотна присъда (по-късно намалена до 28 години) за измяна и подривна дейност. Германският филиал на „Амнести интернешънъл“ отново се намесва и присъдата му е намалена до 8 години изгнание.
През 1977 г. напуска Чили и заминава в изгнание да преподава испанска литература в Швеция. Но още на първата спирка в Буенос Айрес се отклонява и отива в Уругвай. Тъй като много от неговите уругвайски и аржентински приятели са мъртви или в затвора заради техни диктаторски режими, отива първо в Сао Пауло в Бразилия, а след това в Парагвай. Отново трябва да замине заради местния режим.
Накрая се установява в Кито, Еквадор като гост на приятеля си Хорхе Енрике Адум (еквадорски поет и писател). Сепулведа ръководи театъра при „Алианс Франсез“, основава театрална трупа и участва в проучването на ЮНЕСКО на въздействието от заселването на индианците шуари. По време на експедицията живее сред шуарите в продължение на 7 месеца и осъзнава, че Латинска Америка е мултикултурен и многоезичен континент, където марксизъм-ленинизмът, който е учил, е неприложим за изостаналото икономически селско население. Работи в тесен контакт с индиански организации, изработва първия учебен план по грамотност за сдружението на селяните в еквадорската провинция Имамбура в Андите.
През 1979 г. се присъединява към международната революционна бригада „Симон Боливар“ (Brigada Simón Bolívar) – латиноамерикански аналог на интернационалните бригади, с която се сражава в Никарагуа. След победата на Сандинистката революция Сепулведа започва да работи като журналист и година по-късно поема към Европа.
Отива в Хамбург, Германия заради своето възхищение към германската литература (научава немски в затвора) и особено към романтици като Новалис и Фридрих Хьолдерлин. Там работи като журналист и пътува често до Латинска Америка и Африка.
През 1982 г. се свързва с природозащитната организация „Грийнпийс“ и работи като член на екипажа на неин кораб до 1987 г. След това работи като координатор между филиали на организацията.
Живее в Хихон, Астурия, Испания от 1996 г. Умира на 70 години в Централната университетска болница на Астурия в Овиедо от COVID-19 по време на световната пандемия на 16 април 2020 г.

## Филмография
- Vivir a los 17, 1986 (режисьор и сценарист)
- Tierra del fuego, 2000 (сценарист)
- Nowhere, 2002 (режисьор и сценарист)
- Corazón verde, 2002 (сценарист)